# Старий Дембськ
Старий Дембськ (пол. Stary Dębsk) — село в Польщі, у гміні Нова-Суха Сохачевського повіту Мазовецького воєводства.
Населення — 220 осіб (2011).
У 1975-1998 роках село належало до Скерневицького воєводства.

## Демографія
Демографічна структура станом на 31 березня 2011 року:
|          | Загалом | Допрацездатний вік | Працездатний вік | Постпрацездатний вік |
| -------- | ------- | ------------------ | ---------------- | -------------------- |
| Чоловіки | 104     | 25                 | 69               | 10                   |
| Жінки    | 116     | 23                 | 70               | 23                   |
| Разом    | 220     | 48                 | 139              | 33                   |